# Zil Çalınca
Zil Çalınca är en turkisk TV-serie som hade premiär den 23 april 2012 på Disney Channel i Turkiet. Serien är en turkisk version av Disney Channels italienska serie Quelli dell'intervallo.

## Rollista
- Metehan - Turhan Cihan Şimşek
- Merve - Elif Ceren Balıkçı
- Ada - Merve Hazer
- Duygu - Miray Daner
- Korcan - Emir Çalıkkocaoğlu
- Aslı Aylin Üskaya
- Acar - Lorin Merhart
- Tanıl - Berkay Mercan
- Nisan - Yağmur Yılmaz
- Sarp - Fırat Can Aydın

## Säsonger
| Säsong | Säsong | Avsnitt | Första sändning | Första sändning |
| ------ | ------ | ------- | --------------- | --------------- |
|        | 1      | 19      | 23 april 2012   |                 |
|        | 1      | 21      | 24 oktober 2012 |                 |

## Länder som sänder serien
| Land    | Premiärdatum  | Kanal          |
| ------- | ------------- | -------------- |
| Turkiet | 23 april 2012 | Disney Channel |